# Кикнадзе, Кетеван Гавриловна
Кетеван Кикнадзе (груз. ქეთევან კიკნაძე; 10 мая 1939, Боржоми, Грузинская ССР, СССР — 9 июля 2024, Тбилиси, Грузия) — советская и грузинская актриса. Народная артистка Грузинской ССР (1990).

## Биография
Кетеван Кикнадзе родилась 10 мая 1939 года в городе Боржоми. В 1959 году окончила актерский факультет Тбилисского государственного театрального института. С этого же года по 1967 год она была актрисой Театра Марджанишвили, а с 1967 по 1977 год работала в Театре Руставели. С 1977 года вернулась в Театр Марджанишвили. Кетеван Кикнадзе снималась во многих художественных фильмах и телесериалах: Мариами («Встреча с прошлым» , 1966 ), Тина («Тариэль Голуа», 1968), Бечуни Пертиа («Дата Туташхия», 1978), мать Зазы («Белые знамена», 1990), Марго («Премьера», 1991), Кетеван Дедофали («Книга клятвы», 1983), Гульчина («Кофе и пиво») и другие. Участвовала более чем в 100 спектаклях: Хатия («Я вижу солнце»), Мака («Гнездо на девятом этаже»), Августина («Восемь любящих женщин»), Бетти («Тётя Чарли») и других. Она — одна из выдающихся актрис театра и кино. В 1999 году Кетеван Кикнадзе была награждена орденом Почёта.
Умерла 9 июля 2024 года в возрасте 85 лет.

## Членство в организациях, ассоциациях
- Общество «Женщины за мир»
- Союз театральных деятелей Грузии
- Творческий союз кинематографистов Грузии

## Награды, и премии
- 1987 — Заслуженная артистка Грузинской ССР
- 1987 — Государственная премия Грузинской ССР имени Шота Руставели за исполнение роли царицы Кетеван в многосерийном телефильме «Книга клятвы».
- 1990 — Народная артистка Грузинской ССР[3]
- 1991 — Почётный гражданин Джеймстауна (США)[4]
- 1999 — Орден Чести, за большой личный вклад в развитие грузинского театрального и киноискусства и плодотворную творческую и общественную деятельность.
- Премия имени Коте Марджанишвили
- 2005 — Почётный гражданин Боржоми[4]